# Cyrtodactylus yangbayensis
Espèce
Cyrtodactylus yangbayensis est une espèce de geckos de la famille des Gekkonidae.

## Répartition
Cette espèce est endémique de la province de Khánh Hòa au Viêt Nam.

## Étymologie
Son nom d'espèce, composé de yangbay et du suffixe latin -ensis, « qui vit dans, qui habite », lui a été donné en référence au lieu de sa découverte : les chutes de Yang Bay.

## Publication originale
- Tri & Onn, 2010 : A new species of Cyrtodactylus Gray, 1826 (Squamata: Gekkonidae) from Khanh Hoa province, Southern Vietnam. Zootaxa, n. 2504, p. 47–60.